# Dmitri Wjatscheslawowitsch Kwartalnow
Dmitri Wjatscheslawowitsch Kwartalnow (russisch Дмитрий Вячеславович Кварталнов; * 25. März 1966 in Woskressensk, Russische SFSR) ist ein ehemaliger russischer Eishockeyspieler und derzeitiger -trainer, der bei den Boston Bruins in der National Hockey League sowie bei den Adler Mannheim in der Deutschen Eishockey Liga spielte. Sein Sohn Nikita ist ebenfalls Eishockeyspieler.

## Karriere

### Als Spieler
Der 1,76 m große Flügelstürmer begann seine Profikarriere bei Chimik Woskressensk in der Sowjetischen Eishockey-Liga, bevor er beim NHL Entry Draft 1992 als 16. in der ersten Runde von den Boston Bruins ausgewählt (gedraftet) wurde.
Von den Bruins wurde der Linksschütze zunächst bei den San Diego Gulls, einem Farmteam in der International Hockey League, eingesetzt, ab der Saison 1992/93 stand er dann im NHL-Kader des Franchises aus Boston. Zu Beginn seiner Karriere in der höchsten nordamerikanischen Profiliga konnte Kwartalnow in jedem seiner ersten 14 Spiele mindestens einen Scorerpunkt erzielen, was noch heute NHL-Rekord ist. Schon in der folgenden Spielzeit kam der Russe jedoch nur noch sporadisch zum Einsatz, sodass er 1994 zum HC Ambrì-Piotta in die Schweizer Nationalliga A wechselte.
Nach zweieinhalb Jahren in der Schweiz folgte ein Engagement beim österreichischen Rekordmeister EC KAC, die er 1999 in Richtung Adler Mannheim verließ. Beim amtierenden Deutschen Meister konnte der Angreifer jedoch nicht richtig Fuß fassen, sodass er nach nur 15 Einsätzen zu Jokerit Helsinki in die finnische SM-liiga transferiert wurde.
2000 kehrte Kwartalnow nach Russland zurück, wo er in der Superliga für Ak Bars Kasan, Sewerstal Tscherepowez und Krylja Sowetow Moskau spielte. Zur Saison 2007/08 kehrte der Stürmer schließlich zu seinem Heimatverein zurück, der inzwischen in der zweitklassigen Wysschaja Liga antrat.

#### International
Für die sowjetische Eishockeynationalmannschaft absolvierte Dmitri Kwartalnow die Weltmeisterschaften 1989 und 1991. Nach dem Zerfall der Sowjetunion nahm er noch einmal für das russische Team an der WM 1996 teil. In insgesamt 25 WM-Spielen erzielte der Angreifer jeweils sieben Tore und Assists.

### Als Trainer

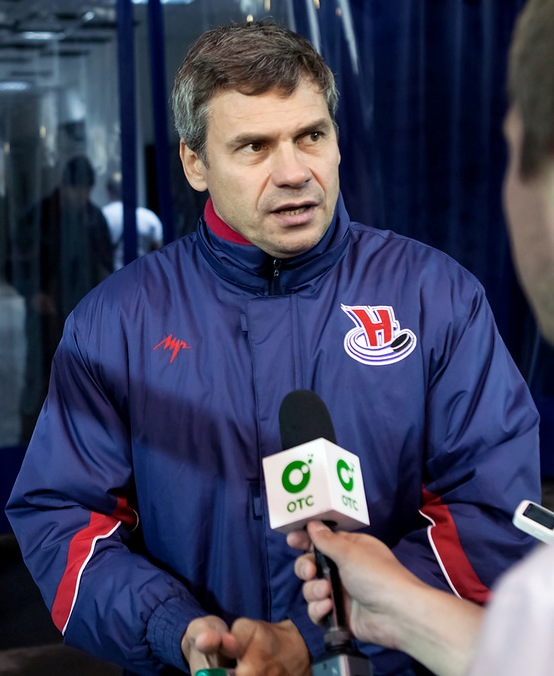
Dmitri Kwartalnow im Juli 2013

Am 2. November 2009 übernahm Kwartalnow den Cheftrainerposten bei Sewerstal Tscherepowez aus der Kontinentalen Hockey-Liga. Bis 2012 hatte er diesen Posten inne, ehe er innerhalb der KHL zum HK Sibir Nowosibirsk wechselte und diesen bis zum Ende der Saison 2013/14 betreute. Anschließend wurde er Cheftrainer beim HK ZSKA Moskau und betreute die Mannschaft bis zum Ende der Saison 2016/17.
Seit Oktober 2017 ist Kwartalnow Cheftrainer bei Lokomotive Jaroslawl.

## Erfolge und Auszeichnungen
- 1992 Garry F. Longman Memorial Trophy
- 1992 James Gatschene Memorial Trophy
- 1992 Leo P. Lamoureux Memorial Trophy
- 1992 IHL First All-Star Team

## Karrierestatistik
(Legende zur Spielerstatistik: Sp oder GP = absolvierte Spiele; T oder G = erzielte Tore; V oder A = erzielte Assists; Pkt oder Pts = erzielte Scorerpunkte; SM oder PIM = erhaltene Strafminuten; +/− = Plus/Minus-Bilanz; PP = erzielte Überzahltore; SH = erzielte Unterzahltore; GW = erzielte Siegtore; 1 Play-downs/Relegation; Kursiv: Statistik nicht vollständig)